# 윤초원
윤초원(1988년 4월 12일 ~ )은 대한민국의 뮤지컬 배우이다.

## 학력
- 동덕여자대학교 방송연예학과

## 진행 프로그램
- 2010년 KBS2 TV유치원 파니파니 - 샤랑 역

## 뮤지컬
- 2009년 그리스 - 프렌치 역
- 2010년 그리스 - 샌디 역
- 2010년 뮤직 인 마이 하트 - 이민아 역
- 2012년 밀당의 탄생 - 선화공주 역
- 2017년 어느 별에서 왔니 - 가이아 역